# Bilene Macia
Bilene Macia is een district in de Mozambikaanse provincie  Gaza. De hoofdstad is Macia.